# Francesca di Ciaula
Francesca di Ciaula (Padua, 13 mei 1960) is een Italiaans beeldend kunstenaar die actief is als sieraadontwerper.

## Biografie
Di Ciaula is opgeleid door Francesco Pavan en G. Visentin (1979-1983) en studeerde kunstgeschiedenis aan de universiteit van Padua (1980-1982). Vervolgens had zij les aan de Gerrit Rietveld Academie te Amsterdam (1985-1986). Ze leeft en werkt afwisselend in Amsterdam en Rome.
De sieraden van Di Ciaula zijn rijk aan kleur. Ze past uiteenlopende materialen als email, parels, koper, goud(draad), edelstenen en textiel toe.